# Matrice de micro-miroirs
Pour les articles homonymes, voir DMD.

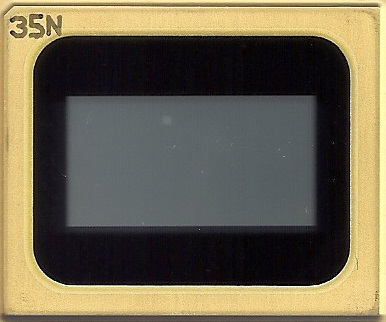
DMD 4K (DLP Cinema) de Texas Instruments.

Une matrice de micro-miroirs ou DMD (digital micromirror device) est un microsystème électromécanique développé par Texas Instruments en 1987 permettant la projection d'une image numérique par réflexion des pixels sur des micro-miroirs qui peuvent basculer sur 2 positions différentes : on ou off. Ce système a permis la miniaturisation et a accru les performances des vidéoprojecteurs.

## Histoire
L'invention du DMD est attribué à Larry Hornbeck lauréat en 2014 de l'Oscar Scientifique et Technique de l'Académie des Oscars. En 1974, Larry Hornbeck reçoit un PhD en physique de l'état solide avec un travail sur la surface de Fermi et intègre Texas Instruments. Une petite équipe de recherche est formée en 1977 chez Texas Instruments et réalise un dispositif analogique de modulation spatiale de la lumière. Larry Hornbeck introduit une innovation technologique majeure en 1987 avec l'invention du digital micromirror device (DMD),. La première démonstration de projection utilisant un DMD est réalisée en 1994 et les premiers contacts avec l'industrie du cinéma commencent dès 1997,.
C'est un système micro-électromécanique (MEMS) qui interrompt l'éclairage en le réfléchissant. Il se combine avec le traitement d'image, la mémoire et une source lumineuse pour former un système de traitement numérique de la lumière (DLP) capable de projeter des images couleur à contraste élevé avec une très bonne fidélité et cohérence des couleurs. Cela a rendu la technique exploitable par des circuits électroniques classiques et l’on voit maintenant se vendre de plus en plus de projecteurs vidéo à puces DMD et ceci, dans le domaine grand public (projecteur DLP) et dans le secteur professionnel depuis la première projection publique du cinéma numérique en Europe le 2 février 2000 réalisée par Philippe Binant.

## Caractéristiques
Le premier avantage de cette puce est d’être entièrement numérique. Son implémentation dans un système de diffusion vidéo rend la reproduction de l’image complètement fidèle aux informations vidéo. Cette technique constitue donc une alternative aux systèmes de production et de diffusion vidéo analogique.

## Principe de fonctionnement
La surface contenant les micros miroirs est éclairée par une source de lumière. Chaque miroir peut prendre deux positions : il peut s’incliner de 10 à 15° suivant le même axe de façon à réfléchir la lumière soit vers une lentille de diffusion soit vers une surface absorbante. On dit qu’il commute « on » ou « off », ce régime est donc binaire. Un miroir réfléchit la lumière d’un pixel à l’écran.

### Niveau de gris
Afin de créer plusieurs niveaux de gris différents les miroirs vont commuter on puis off plus ou moins longtemps dans une période bien définie et ceci à une fréquence élevée. Ils utilisent le principe de modulation de largeur d'impulsion (MLI). En général une puce transmet 1024 niveaux de gris, ce qui correspond à un signal vidéo standard codé sur 10 bits « Quantification ».

### Commande de la puce
Les structures mécaniques de la puce, qui permettent la mise en mouvement des miroirs, sont en fait placées sur une mémoire de type SRAM munie d’électrodes. Pendant que les miroirs réfléchissent la lumière cette mémoire se charge et lorsque toutes les informations sont chargées, tous les miroirs commutent en même temps. Pour cela il y a d’abord une étape de sélection des miroirs qui permet d’isoler les miroirs qui devront changer de position de ceux qui resteront fixes. Ensuite vient une étape de mise en place des charges puis l’étape où les miroirs changent de position. La dernière étape consiste à figer les miroirs pour les sécuriser.

## Applications
- Vidéoprojecteurs
- Télévision Haute Définition TVHD
- Industrie cinématographique : cinéma numérique